# Drieňová hora
Drieňová hora je přírodní rezervace v katastrálním území obce Nová Vieska v okrese Nové Zámky v Nitranském kraji na Slovensku. Území bylo vyhlášeno v roce 1964 a jeho rozloha je 0,97 hektaru. Předmětem ochrany je zachovaný fragment původních stepních rostlinných a živočišných společenstev podunajských sprašových pahorkatin.